# Toumanski R-25
Le Toumanski R-25 est un turboréacteur. Il est l'ultime développement du Toumanski R-11. Il a été conçu sous la direction de Sergueï Alekseïevitch Gavrilov.

## Contexte
Le turboréacteur Toumanski R-25 a été conçu pour remplacer le Toumanski R-13 des chasseurs MiG-21. 
Le R-25 est un réacteur à double corps disposant d'un nouveau compresseur axial à rapport de compression accru et d'une postcombustion variable à deux étages. Il utilise une plus grande proportion de titane.
Le R-25 dispose également d'une seconde pompe qui distribue du carburant dans l'étage de postcombustion. L'activation de ce dispositif que l'on appelle selon la dénomination anglo-saxonne War emergency power permet au réacteur de développer 96 kN à 4 000 m d'altitude. Cependant, son utilisation est limitée à 1 minute pour l'entrainement au combat tournoyant et à 3 minutes en temps de guerre, car il expose le moteur à une surchauffe et à une potentielle explosion.
L'utilisation de ce dispositif nécessite l'inspection du moteur à l'atterrissage, et chaque minute d'utilisation équivaut à une heure de fonctionnement normal du réacteur.
Ceci raccourcit la durée, déjà limitée, des moteurs soviétiques entre deux inspections et renchérit leur coût d'utilisation. Cependant, cette poussée additionnelle extrême permet au MiG-21bis d'atteindre un rapport poussée-masse supérieur à 1:1, lui conférant une vitesse ascensionnelle supérieure à celle du F-16.
Néanmoins, cette ancienne génération d'avions ne dispose pas des dernières évolutions en matière d'avionique et de missiles, et son unique succès a été un F-15A endommagé par un MiG-21bis syrien durant la guerre de 1982 au Liban.
Le R-25 a été monté sur le MiG-21bis et le Soukhoï Su-15bis. Au total, 3200 moteurs furent produits entre 1971 et 1975. Le moteur a également été produit sous licence par HAL en Inde pour la flotte indienne de MiG-21bis.

## Caractéristiques (R-25-300)
Caractéristiques générales :
- Type : turboréacteur avec postcombustion
- Longueur : 4 615 mm
- Diamètre : 1 191 mm
- Masse : 1 212 kg

Composants :
- Compresseur : compresseur axial double corps

Performances :
- Poussée maximale :
  - 55 kN[1] à puissance militaire maxi (à sec)
  - 68,5 kN avec postcombustion
  - 96,8 kN avec postcombustion renforcée (mode CSR, altitude < 4 000 mètres)

- Ratio de compression : 9,5:1
- Température d'entrée de turbine : 1 040 °C
- Consommation spécifique : 
  - 93 kg/(h·kN) à puissance militaire (à sec)
  - 229 kg/(h·kN) avec postcombustion
- Rapport poussée/masse : 56,5 N/kg (5,8:1) et 79,9 N/kg (8,1:1) avec la postcombustion renforcée